# Aleksandar Stanković
Aleksandar Stanković (en serbio: Александар Станковић; Milán, Lombardía, 3 de agosto de 2005) es un futbolista serbio de origen italiano. Juega de pivote y su equipo actual es el Club Brujas de la Primera División de Bélgica.

## Trayectoria
Realizó su formación juvenil en Inter de Milán, donde escaló hasta la categoría Primavera. Durante las temporadas 2022-23 y 2023-24 fue convocado en varias ocasiones al primer equipo, pero no tuvo oportunidades.
El 3 de julio de 2024 fue cedido al FC Lucerna para tener rodaje. Debutó como profesional el 21 de julio, en la primera fecha de la máxima categoría del fútbol suizo, fue titular para enfrentar a Servette pero perdieron 1-2 en el Swissporarena. Disputó su primer encuentro oficial con 18 años y la camiseta número 8.
En su primera temporada como profesional jugó 40 partidos y convirtió 3 goles, su equipo finalizó el torneo en cuarto lugar, por lo que clasificaron a la ronda de campeonato, pero culminaron en sexta posición y no clasificaron a competiciones europeas.
El 24 de julio de 2025 fue fichado por Brujas, firmó hasta mediados de 2029 y le fue asignada la camiseta número 25.

## Selección nacional
Ha sido parte de la selección de fútbol de Serbia en las categorías juveniles sub-15, sub-16, sub-17, sub-18, sub-19 y sub-21.

## Estadísticas
Actualizado al último partido citado el 27 de mayo de 2025.
| Club                    | Div.          | Temporada     | Liga  | Liga  | Liga   | Copas nacionales | Copas nacionales | Copas nacionales | Copas internacionales | Copas internacionales | Copas internacionales | Total | Total | Total  |
| Club                    | Div.          | Temporada     | Part. | Goles | Asist. | Part.            | Goles            | Asist.           | Part.                 | Goles                 | Asist.                | Part. | Goles | Asist. |
| ----------------------- | ------------- | ------------- | ----- | ----- | ------ | ---------------- | ---------------- | ---------------- | --------------------- | --------------------- | --------------------- | ----- | ----- | ------ |
| Inter de Milán · Italia | 1.ª           | 2022-23       | 0     | 0     | 0      | 0                | 0                | 0                | 0                     | 0                     | 0                     | 0     | 0     | 0      |
| Inter de Milán · Italia | 1.ª           | 2023-24       | 0     | 0     | 0      | 0                | 0                | 0                | 0                     | 0                     | 0                     | 0     | 0     | 0      |
| Inter de Milán · Italia | 1.ª           | 2025-26       | 0     | 0     | 0      | -                | -                | -                | -                     | -                     | -                     | 0     | 0     | 0      |
| Inter de Milán · Italia | Total club    | Total club    | 0     | 0     | 0      | 0                | 0                | 0                | 0                     | 0                     | 0                     | 0     | 0     | 0      |
| FC Lucerna · Suiza      | 1.ª           | 2024-25       | 38    | 3     | 2      | 2                | 0                | 0                | —                     | —                     | —                     | 40    | 3     | 2      |
| FC Lucerna · Suiza      | Total club    | Total club    | 38    | 3     | 2      | 2                | 0                | 0                | 0                     | 0                     | 0                     | 40    | 3     | 2      |
| C. Brujas · Bélgica     | 1.ª           | 2025-26       | 0     | 0     | 0      | -                | -                | -                | -                     | -                     | -                     | 0     | 0     | 0      |
| C. Brujas · Bélgica     | Total club    | Total club    | 0     | 0     | 0      | 0                | 0                | 0                | 0                     | 0                     | 0                     | 0     | 0     | 0      |
| Total carrera           | Total carrera | Total carrera | 38    | 3     | 2      | 2                | 0                | 0                | 0                     | 0                     | 0                     | 40    | 3     | 2      |
| 1. 2.                   |               |               |       |       |        |                  |                  |                  |                       |                       |                       |       |       |        |

## Palmarés

### Títulos nacionales
| Título              | Club           | País   | Año  |
| ------------------- | -------------- | ------ | ---- |
| Copa Italia         | Inter de Milán | Italia | 2023 |
| Supercopa de Italia | Inter de Milán | Italia | 2023 |
| Serie A             | Inter de Milán | Italia | 2024 |